# Картхойзер, Иоганн Фридрих
Иоганн Фридрих Картхойзер (нем. Johann Friedrich Cartheuser; 29 сентября 1704, Гайдн — 22 июня 1777, Франкфурт-на-Одере) — немецкий врач и натуралист, отец Фридриха Августа Картхойзера.

## Биография
Учился в университетах Йены и Халля. Получил докторскую степень в 1731 году. В 1740 стал профессором университета Франкфурта-на-Одере по нескольким дисциплинам (общая медицина, фармацевтика, химия, анатомия, ботаника), с годами к ним добавились новые. С 1758 года — член Академии Наук в Берлине. Умер в возрасте 72 лет.

## Научный вклад
Имел большое влияние на научное обоснование аптечного дела. Провел химический анализ составов множества веществ растительного происхождения для нужд фармакологии и медицины.
Его главные труды:
- «Elementa chimiae» (1736);
- «Tabulae formularum praescriptioni inservientes» (1740);
- «Pharmacologia teoretico-practica» (1745);
- «Fundamenta materiae medicae rationalis» (1749—1750);
- «Fundamenta pathologiae et therapiae» (1758—1762).